# Département fédéral de justice et police
En Suisse, le Département fédéral de justice et police (DFJP ; Eidgenössisches Justiz- und Polizeidepartement EJPD en allemand, Dipartimento federale di giustizia e polizia DFGP en italien,  en romanche) est l'un des sept départements de l'administration fédérale.
Le conseiller fédéral Beat Jans en est le chef depuis le 1er janvier 2024.

## Changements de dénomination
- 1848 : Département de justice et police (DJP)[1]
- 1979 : Département fédéral de justice et police

## Rôle
Le département gère les questions relatives à la sécurité à l'intérieur du pays, la lutte contre la criminalité et le terrorisme, la politique d'asile et des étrangers, la coopération judiciaire et policière internationale, la surveillance des casinos et des jeux de hasard ainsi que le respect des droits d'auteur.

### Organisation
Le département est organisé comme suit :
- Secrétariat général (SG-DFJP)[3]
  - Centre de services informatiques (CSI)[4]
  - Service Surveillance de la correspondance par poste et télécommunication (Service SCPT)[5], rattaché administrativement au CSI[6].
- Offices fédéraux
  - Office fédéral de la justice (OFJ)[7]
  - Office fédéral de la police (fedpol)[8]
  - Secrétariat d'État aux migrations (SEM)[9]
- Commissions
  - Commission fédérale des maisons de jeu (CFMJ)[10]
  - Commission arbitrale fédérale pour la gestion de droits d'auteur et de droits voisins (CAF)[11]
  - Commission nationale de prévention de la torture (CNPT)[12]
  - Commission fédérale des migrations (CFM)[13]
- Instituts
  - Institut fédéral de la propriété intellectuelle (IPI)[14]
  - Institut suisse de droit comparé (ISDC)[15]
  - Institut fédéral de métrologie (METAS)[16]
- Entités rattachées administrativement
  - Autorité fédérale de surveillance en matière de révision (ASR)[17]
  - Commission fédérale chargée de juger les possibilités de traiter les personnes internées à vie

## Liste des conseillers fédéraux à la tête du département
- 1848-1849 : Daniel-Henri Druey
- 1850-1851 : Jonas Furrer
- 1852 : Daniel-Henri Druey
- 1853-1854 : Jonas Furrer
- 1855 : Jakob Stämpfli
- 1856-1857 : Jonas Furrer
- 1858 : Melchior Josef Martin Knüsel
- 1859-1861 : Jonas Furrer
- 1861-1863 : Jakob Dubs
- 1864-1865 : Melchior Josef Martin Knüsel
- 1866 : Jakob Dubs
- 1867-1873 : Melchior Josef Martin Knüsel
- 1874-1875 : Paul Ceresole
- 1876-1880 : Fridolin Anderwert
- 1881 : Emil Welti
- 1882 : Antoine Louis John Ruchonnet
- 1883 : Adolf Deucher
- 1884-1893 : Antoine Louis John Ruchonnet
- 1894-1895 : Eugène Ruffy
- 1895-1897 : Eduard Müller
- 1897-1900 : Ernst Brenner
- 1901 : Robert Comtesse
- 1902-1907 : Ernst Brenner
- 1908 : Ludwig Forrer
- 1908 : Josef Anton Schobinger
- 1909-1911 : Ernst Brenner
- 1911 : Arthur Hoffmann
- 1912 : Eduard Müller
- 1913 : Camille Decoppet
- 1914-1919 : Eduard Müller
- 1920-1934 : Heinrich Häberlin
- 1934-1940 : Johannes Baumann
- 1941-1951 : Eduard von Steiger
- 1952-1958 : Markus Feldmann
- 1959 : Friedrich Traugott Wahlen
- 1960-1971 : Ludwig von Moos
- 1972-1982 : Kurt Furgler
- 1983-1984 : Rudolf Friedrich
- 1984-1989 : Elisabeth Kopp
- 1989-1999 : Arnold Koller
- 1999-2003 : Ruth Metzler-Arnold
- 2003-2007 : Christoph Blocher
- 2008-2010 : Eveline Widmer-Schlumpf
- 2010-2018 : Simonetta Sommaruga
- 2019-2022 : Karin Keller-Sutter
- 2023 : Élisabeth Baume-Schneider
- Dès 2024 : Beat Jans

## Secrétariat général
Le secrétariat général du département (SG-DFJP) fait office d'état-major général. Il assiste le chef du département dans la planification, l'organisation et la coordination des activités, assume des tâches de surveillance et veille à la coordination avec les autres départements. Il assure également la liaison entre le conseiller fédéral et les différents offices rattachés au département.